# Domingos Quina
Domingos Quina (Bissau, 18 de novembro de 1999) é um futebolista português que atua como meio-campista. Atualmente joga no Pafos FC.
Nascido na Guiné-Bissau, representou Portugal em escalões juvenis. É filho do ex-internacional português Samuel Quina.

## Carreira Clubística

### West Ham
Tendo passado pelas academias do Benfica e do Chelsea, Quina recebeu uma proposta do Arsenal, mas optou por assinar pelo West Ham, em maio de 2016, juntando-se à equipa em julho.
Fez a sua estreia pelos Hammers a 28 de julho de 2016, substituindo Michail Antonio aos 81 minutos de jogo contra o NK Domzale, na Liga Europa. Na segunda mão do duelo, o primeiro jogo do West Ham no Estádio Olímpico de Londres, Quina voltou a entrar como suplente, desta vez aos 88 minutos. A 3 de outubro de 2016, Quina, jogando pelos Sub-23 do West Ham contra os Sub-23 do Leicester, marcou através de um "chapéu" ao guarda-redes adversário, praticamente da linha do meio-campo, que lhe valeu louvor e atenção mediática.
Em novembro de 2016, após completar 17 anos, Quina assinou o seu primeiro contrato profissional com o West Ham, com duração até 2019. Nessa época, o seu desempenho pelos Sub-23 dos Hammers valeram-lhe duas nomeações para o prémio de Jogador do Mês da Premier League 2 e o rótulo de "prodígio" por parte da Sky Sports.

### Watford
A 9 de agosto de 2018, Quina assinou pelo Watford, com um contrato de quatro anos para o jogador, em troca de cerca de 1 milhão de libras. Fez a sua estreia pelo clube a 29 de agosto, na 2ª rodada da Taça da Liga Inglesa, num jogo fora de casa contra o Reading. Com o Watford a vencer por 1–0, Quina marcou através de um potente remate a mais de 27 metros da baliza, fechando o resultado em 2–0.
A 4 de dezembro de 2018, estreou-se na Premier League, entrando como suplente numa derrota em casa por 2–1 frente ao Manchester City. No jogo seguinte, a 10 de dezembro, foi titular pela primeira vez na competição, num empate fora de casa por 2–2 frente ao Everton. A 15 de dezembro, tornou-se o mais jovem jogador de sempre a marcar pelo Watford na Premier League, numa vitória por 3–2 sobre o Cardiff City.

#### Empréstimos
A 1 de fevereiro de 2021, Quina foi emprestado ao Granada, da La Liga, até ao final da temporada 2020–21. Quina fez 8 jogos pelo clube espanhol, marcando dois golos.
A 31 de agosto de 2021, Quina foi cedido ao Fulham, recém-despromovido ao Championship, através de um empréstimo de uma época com opção de compra. Quina não se conseguiu afirmar no Fulham, participando em apenas 4 partidas em todas as competições, e o seu empréstimo foi cancelado a 31 de janeiro de 2022.
No dia seguinte, 1 de fevereiro de 2022, Quina foi novamente emprestado a um clube do Championship, desta volta o Barnsley, até ao final da temporada 2021-22. Marcou o seu primeiro golo pelo clube a 12 de fevereiro, contra o Queens Park Rangers. Quina marcou 2 golos em 16 jogos pelo Barnsley, mas, a 26 de abril, com a descida de divisão confirmada, o seu empréstimo terminou.
A 16 de agosto de 2022, Quina regressou à La Liga, ao ser emprestado por uma temporada ao Elche. Disputou 11 partidas pelo emblema espanhol, sem marcar qualquer golo.
A 31 de janeiro de 2023, o seu empréstimo ao Elche foi cancelado e Quina foi cedido ao Rotherham United, do Championship, novamente por empréstimo, até ao final da temporada 2022–23.
A 31 de julho de 2023, a Udinese anunciou a contratação de Quina. Assinou contrato com os italianos por duas temporadas, até 2025, com mais uma de opção.
A 29 de janeiro de 2024, foi emprestado ao Vizela, de Portugal.
Após regressar do empréstimo, Quina deixou a Udinese, clube com o qual assinou em 2023-24 e onde fez apenas três jogos.
A 3 de setembro de 2024, o Pafos FC, do Chipre, anunciou a contratação de Quina.

## Carreira Internacional
Nascido na Guiné-Bissau, Quina mudou-se para Portugal em criança, representando a Seleção Portuguesa nas categorias Sub-17, Sub-18, Sub-19, Sub-20 e Sub-21.
Em maio de 2016, fez parte da seleção que venceu o Europeu Sub-17. Em julho de 2018, foi um dos vencedores do Europeu Sub-19, vencendo a seleção Sub-19 de Itália na final por 4–3, após prolongamento.

## Estatísticas de carreira
- Atualizado até 8 de maio de 2023

| Clube                   | Temporada         | Liga              | Liga  | Liga  | Taça Nacional | Taça Nacional | Taça da Liga | Taça da Liga | Competições Europeias | Competições Europeias | Outros | Outros | Total | Total |
| Clube                   | Temporada         | Divisão           | Jogos | Golos | Jogos         | Golos         | Jogos        | Golos        | Jogos                 | Golos                 | Jogos  | Golos  | Jogos | Golos |
| ----------------------- | ----------------- | ----------------- | ----- | ----- | ------------- | ------------- | ------------ | ------------ | --------------------- | --------------------- | ------ | ------ | ----- | ----- |
| West Ham Sub-23         | 2016–17           | Premier League 2  | —     | —     | —             | —             | —            | —            | —                     | —                     | 1      | 0      | 1     | 0     |
| West Ham Sub-23         | 2017–18           | Premier League 2  | —     | —     | —             | —             | —            | —            | —                     | —                     | 4      | 0      | 4     | 0     |
| West Ham Sub-23         | Total             | Total             | 0     | 0     | 0             | 0             | 0            | 0            | 0                     | 0                     | 5      | 0      | 5     | 0     |
| West Ham                | 2016–17           | Premier League    | 0     | 0     | 0             | 0             | 0            | 0            | 2                     | 0                     | —      | —      | 2     | 0     |
| West Ham                | 2017–18           | Premier League    | 0     | 0     | 1             | 0             | 3            | 0            | —                     | —                     | —      | —      | 4     | 0     |
| West Ham                | Total             | Total             | 0     | 0     | 1             | 0             | 3            | 0            | 2                     | 0                     | 0      | 0      | 6     | 0     |
| Watford                 | 2018–19           | Premier League    | 8     | 1     | 3             | 0             | 2            | 1            | —                     | —                     | —      | —      | 13    | 2     |
| Watford                 | 2019–20           | Premier League    | 4     | 0     | 2             | 0             | 3            | 0            | —                     | —                     | —      | —      | 9     | 0     |
| Watford                 | 2020–21           | Championship      | 14    | 1     | 0             | 0             | 1            | 0            | —                     | —                     | —      | —      | 15    | 1     |
| Watford                 | 2021–22           | Premier League    | 0     | 0     | 0             | 0             | 0            | 0            | —                     | —                     | —      | —      | 0     | 0     |
| Watford                 | 2022–23           | Championship      | 0     | 0     | 0             | 0             | 0            | 0            | —                     | —                     | —      | —      | 0     | 0     |
| Watford                 | Total             | Total             | 26    | 2     | 5             | 0             | 6            | 1            | 0                     | 0                     | 0      | 0      | 37    | 3     |
| Granada (emp.)          | 2020–21           | La Liga           | 8     | 2     | 0             | 0             | —            | —            | —                     | —                     | —      | —      | 8     | 2     |
| Fulham (emp.)           | 2021–22           | Championship      | 2     | 0     | 1             | 0             | 1            | 0            | —                     | —                     | —      | —      | 4     | 0     |
| Barnsley (emp.)         | 2021–22           | Championship      | 16    | 2     | 0             | 0             | 0            | 0            | —                     | —                     | —      | —      | 16    | 2     |
| Elche (emp.)            | 2022–23           | La Liga           | 10    | 0     | 1             | 0             | —            | —            | —                     | —                     | —      | —      | 11    | 0     |
| Rotherham United (emp.) | 2022–23           | Championship      | 8     | 0     | —             | —             | —            | —            | —                     | —                     | —      | —      | 8     | 0     |
| Total de Carreira       | Total de Carreira | Total de Carreira | 70    | 6     | 8             | 0             | 10           | 1            | 2                     | 0                     | 5      | 0      | 95    | 7     |

1. 1 2  Jogos no EFL Trophy
2. ↑  Jogos na Liga Europa

## Títulos
Portugal Sub-17
- Campeonato Europeu Sub-17: 2016

Portugal Sub-19
- Campeonato Europeu Sub-19: 2018[31]

Individual
- Equipa do Torneio do Campeonato Europeu Sub-17 de 2016[32]
- Equipa do Torneio do Campeonato Europeu Sub-19: 2018[33]